# لیگ دوران جنگ
لیگ دوران جنگ، یک لیگ فوتبال بود که در طول جنگ جهانی دوم در انگلستان برگزار شد و جایگزین لیگ فوتبالی شد که به دنبال آغاز جنگ، به حال تعلیق درآمد. در این سال‌ها، به دلیل عدم برگزاری جام حذفی، جام جنگ لیگ فوتبال ایجاد شد.

## تاریخچه

### آغاز فوتبال دوران جنگ در طول جنگ جهانی دوم
فصل ۴۰–۱۹۳۹ از لیگ فوتبال طبق روال عادی در ۲۶ اوت ۱۹۳۹ آغاز شد. پس از حمله آلمان به لهستان و متعاقب آن اعلام جنگ توسط بریتانیا علیه آلمان نازی در ۳ سپتامبر ۱۹۳۹، مسابقات فوتبال متوقف شد. در هر دسته از لیگ فوتبال، تیم‌ها هر کدام دو تا سه بازی در لیگ انجام داده بودند و یک هفته کامل از دسته اول در ۲ سپتامبر ۱۹۳۹ برگزار شده بود. پس از تعلیق لیگ، بلافاصله بازی‌های دوستانه بین تیم‌های منطقه‌ای ترتیب داده شد.
این سؤال که آیا بازی‌ها باید ادامه پیدا کند یا خیر، بحث‌ها را به موضوع روحیه مردم کشاند، چراکه فوتبال تأثیر مثبتی بر سلامت روان عموم مردم داشت. از آنجایی که بعد از آغار جنگ جهانی اول، فصل ۱۵–۱۹۱۴ به طور کامل برگزار شد، اتحادیه فوتبال، هیچ معیار مشخصی برای ادامه یا تعلیق لیگ نداشت. در ۲۱ سپتامبر ۱۹۳۹، دولت بریتانیا اعلام کرد که بازی‌های فوتبال ادامه خواهد یافت، اما نه به شکل سنتی آن که در دسته‌های مختلف و به صورت فصل به فصل برگزار می‌شد. نهایتا، بازی‌ها در ماه اکتبر آغاز شد.
اتحادیه فوتبال یک محدوده پنجاه مایلی را برای سفر تیم‌ها تعیین کرد. لیگ فوتبال، به صورت لیگ‌های منطقه‌ای جداگانه برگزار شد و دیگر سطح‌های مختلف برای لیگ وجود نداشت و تعداد تماشاگران کاهش پیدا کرد. به منظور حفظ امنیت عمومی، تعداد تماشاگران مجاز برای حضور در بازی‌ها به ۸٬۰۰۰ نفر محدود شد. این تمهیدات، بعداً مورد تجدیدنظر قرار گرفت و اجازه داده شد تا ۱۵٬۰۰۰ نفر از طریق بلیط‌هایی که در روز بازی از طریق گیت‌ها خریداری شده بودند، وارد ورزشگاه شوند.
در طول دوران جنگ، بسیاری از بازیکنان فوتبال، حرفه خود را ترک کردند تا به ارتش بپیوندند. در فاصله سپتامبر ۱۹۳۹ تا پایان جنگ، ۷۸۴ بازیکن فوتبال به بسیج همگانی پیوستند. ۹۱ نفر از ولورهمپتون واندررز، ۷۶ نفر از لیورپول، ۶۵ نفر از هادرزفیلد تاون، ۶۳ نفر از لستر سیتی، ۶۲ نفر از چارلتون، ۵۵ نفر از پرستون نورث اند، ۵۲ نفر از برنلی، ۵۰ نفر از شفیلد ونزدی، ۴۴ نفر از چلسی، ۴۱ نفر از برنتفورد و ساوت‌همپتون، ساندرلند و وستهام یونایتد و ۱ نفر از نوریچ سیتی به ارتش پیوستند.
به دلیل تعدد بازیکنانی که به ارتش پیوسته بودند، اتحادیه فوتبال انگلیس روش بازیکن مهمان را معرفی کرد. پرسنل ارتش و کارگران جنگ مرتباً در حال جابجایی بودند و تیم‌ها هفته به هفته تغییرات قابل توجهی در ترکیب بازیکنانشان داشتند. به دلیل کمبود بازیکن مجرب، بازیکنان جوان و بی‌تجربه نیز فرصت بازی در باشگاه‌های محلی را پیدا می‌کردند.

### ۴۰–۱۹۳۹
در هر فصل، دسته‌ها از منطقه‌ای به منطقه دیگر تغییر پیدا می‌کرد. در اولین فصل از لیگ دوران جنگ ۴۰–۱۹۳۹، هشت دسته تشکیل شد که هر کدام بین هشت تا ۱۲ باشگاه داشتند: جنوب غربی، میدلندز، شرق میدلندز، غرب، شمال غربی، شمال شرقی و دو لیگ در جنوب که هر کدام در دو دسته برگزار می‌شدند. آرسنال، تاتنهام، کویینز پارک رنجرز و کریستال پالاس همگی قهرمان دسته خود در لیگ‌های جنوبی شدند. جام حذفی اما، به حالت تعلیق درآمد و به جای آن، جام جنگ لیگ فوتبال برپا شد.
تا ماه مه ۱۹۴۰، مراحل اولیه جنگ، که به جنگ تصنعی معروف بود، پایان یافت و آلمان به فرانسه حمله کرد و جنگ بیش از پیش به بریتانیا نزدیک شد. در نتیجه بمباران‌های لوفت‌وافه، نگرانی‌ها درباره امنیت تماشاگران افزایش یافت و علیرغم هشدارها، بیش از ۴۰٬۰۰۰ هوادار برای تماشای فینال جام جنگ لیگ فوتبال در ورزشگاه ومبلی حاضر شدند تا شاهد قهرمانی وستهام یونایتد مقابل بلکبرن روورز باشند. در ۱۹ سپتامبر ۱۹۴۰، اندکی پس از آغاز بمباران هوایی بریتانیا توسط آلمان، اتحادیه فوتبال ممنوعیت فوتبال در روز یکشنبه را کاهش داد تا کارگران جنگی سرگرمی داشته باشند.
از ابتدای سال ۱۹۳۹، باشگاه‌های لندنی خواستار آن بودند تا یک دسته جداگانه در این ناحیه تحت نظر اتحادیه فوتبال لندن ایجاد شود. اگرچه از خواسته‌شان عقب‌نشینی و در عوض در بخش‌های رسمی لیگ فوتبال شرکت کردند. با این حال، باشگاه‌های لندنی، جدا از روال مرسوم برنامه‌های لیگ فوتبال، جام جنگ لندن را سازماندهی کردند. در نیمه دوم از فصل ۴۰–۱۹۳۹، باشگاه‌های لندن از شرکت در بازی‌های رسمی لیگ فوتبال امتناع و بازی‌های خودشان را برنامه‌ریزی کردند، تصمیمی که در فصل بعد نیز تکرار شد.
در طول جنگ جهانی اول، بیشتر تیم‌های لندن زیر چتر لیگ فوتبال فعالیت نمی‌کردند، که تا حدودی علت استقلال‌طلبی آنها را در طول جنگ جهانی دوم توضیح می‌دهد. جرج آلیسون، سرمربی آرسنال، و جی. واگ‌استاف سیمونز، مربی تاتنهام، هر دو از چهره‌های تأثیرگذار در این جنبش جدایی‌طلبی بودند.

### ۴۱–۱۹۴۰
در فصل ۴۱–۱۹۴۰، تعداد لیگ‌ها به دو لیگ کاهش یافت: لیگ منطقه‌ای شمال و لیگ منطقه‌ای جنوب. کریستال پالاس قهرمان جنوب و پرستون نورث اند قهرمان شمال شدند.
جام جنگ لندن که توسط باشگاه‌های لندنی سازماندهی شده بود، اولین بار در بهار فصل ۴۱–۱۹۴۰ برگزار شد. در پایان آن فصل، باشگاه‌های لندنی بار دیگر مسابقات مستقل خود را برنامه‌ریزی کردند. هیئت مدیره اتحادیه فوتبال انگلیس، علناً این عمل را محکوم کرد، اگرچه هیچ عواقب دیگری برای لندن‌نشین‌ها به دنبال نداشت.
رئیس باشگاه وستهام، ویل کرنز، برای ایجاد سازش بین باشگاه‌های لندنی و باقی تیم‌ها تلاش کرد، اما موفقیتی حاصل نشد. در اوایل اوت ۱۹۴۱، هر یازده باشگاه لندنی و آلدرشات و ردینگ که از متحدان جنوبی‌شان بودند، از لیگ فوتبال اخراج شدند. سه باشگاه دیگر، از جمله برایتون، پورتسموث و واتفورد نیز به لیگ یاغیان لندن پیوستند. ساوتند یونایتد نیز از دیگر باشگاه‌های جنوب بود اما از رقابت‌های لیگ کناره‌گیری کرد.

### ۴۲–۱۹۴۱
برای فصل ۴۲–۱۹۴۱، دو لیگ فوتبال به لیگ شمال و لیگ جنوب تغییر نام دادند. لیگ تازه‌تأسیس جنگ لندن اولین فصل خود را آغاز کرد. باشگاه‌های لندنی ادعا داشتند که ایده ایجاد این لیگ در راستای بسیج همگانی است و رقابت‌های مستقل آنها، باعث کاهش بازی‌ها و سفرهای طولانی می‌شود. با این حال، بسیاری از دردسرهای برگزاری مسابقات در لیگ فوتبال برای لندنی‌ها نیز وجود داشت. کمبود بازیکن در تیم‌ها، مشکلات سفر و لغو مسابقات به دلیل عدم حضور یکی از تیم‌ها از جمله چالش‌های برگزاری لیگ در آن دوره بود.
متیو تیلور، به عنوان یک محقق ورزش در دوران جنگ، لیگ دوران جنگ لندن را «یک موفقیت نسبی» می‌داند. با این حال، لیگ لندن باعث شد تا سایر تیم‌های منطقه که در لیگ جنوب شرکت داشتند رقبای بسیار محدودی برای همآوردی داشته باشند تا آنجا که برخی از باشگاه‌های جنوبی تنها می‌توانستند با پنج تیم بازی کنند.
در پایان فصل ۴۲–۱۹۴۱، لیگ فوتبال به باشگاه‌های لندن اجازه بازگشت داد، مشروط بر اینکه باشگاه‌های لندن، نامه عذرخواهی رسمی بنویسند و جریمه بپردازند. اگرچه، لیگ فوتبال تا حد زیادی به خواسته‌های باشگاه‌های لندنی تن داد و یک لیگ از تیم‌های لندنی با دو تیم اضافی تأسیس کرد و فقط نام آن را به لیگ جنوب تغییر داد.

### ۴۵–۱۹۴۲
در تابستان ۱۹۴۲، بورنموث و نوریچ به دلیل مشکلات حمل و نقل و سایر مشکلات،  از رقابت‌های لیگ در باقی دوران جنگ کناره‌گیری کردند. ساوتند یونایتد نیز از لیگ جدا ماند.
در فاصله سال‌های ۱۹۴۲ تا ۱۹۴۵، رقابت‌ها در قالب سه لیگ ادامه پیدا کرد: لیگ شمال، لیگ جنوب (همان لیگ گسترش‌یافته لندن) و لیگ غرب. در کنار آن، جام لیگ شمال در مقابل جام جنگ لندن تأسیس شد. جام جنگ لیگ فوتبال نیز در این سال‌ها ادامه داشت.

### دوران پس از جنگ
پس از تسلیم آلمان در ماه مه ۱۹۴۵ و پایان جنگ در اروپا، ساختار لیگ دوران جنگ برای یک سال دیگر در فصل ۴۶–۱۹۴۵ با دو لیگ شمال و لیگ جنوب ادامه یافت. با این حال، در این فصل، عمر جام جنگ لیگ فوتبال به سر آمد و جام حذفی با ساختاری جدید بازگشت؛ برای اولین بار در تاریخ رقابت‌های حذفی، بازی‌ها به صورت رفت و برگشت در خانه و خارج از خانه برگزار شد و نتایج بر اساس مجموع گل‌ها و  در صورت تساوی با کمک وقت اضافه تعیین می‌شد. چنانچه تساوی تداوم داشت، تیم پیروز از طریق برگزاری یک بازی مجدد تعیین می‌شد.
برای فصل ۴۷–۱۹۴۶، لیگ به سبک و سیاق سابق خود بازگشت و در چهار دسته؛ دسته اول، دسته دوم و دسته سوم با دو بخش لیگ شمال و لیگ جنوب، برگزار شد.

## آغاز دوران حرفه‌ای
جکی میلبورن، اولین بازی دوران حرفه‌ای‌اش به عنوان یک مهاجم نوک را در لیگ فوتبال دوران جنگ برای نیوکاسل یونایتد در سال ۱۹۴۳ انجام داد و در سه سال بعدی از این لیگ، در مجموع، ۳۸ گل به ثمر رساند و اسطوره گلزنی باشگاه و کشورش شد.
جورج ادواردز، وینگر ولزی، اولین بازی حرفه‌ای خود را برای بیرمنگام سیتی در لیگ دوران جنگ فصل ۴۵–۱۹۴۴  انجام داد و قهرمان لیگ فوتبال جنوب شد و در فصل پایانی از این لیگ به نیمه‌نهایی جام حذفی رسید.

## لحظات برگزیده
لیگ دوران جنگ لحظات خاطره‌انگیزی برای هواداران باشگاه‌های حاضر در این لیگ، رقم زد. عدم دسترسی به بازیکنان فوتبال برای حضور در بازی‌ها، عملکرد لیگ را تضعیف کرد. با وجود معرفی بازیکنان مهمان، بسیاری از تیم‌ها نمی‌توانستند یک تیم کامل را روانه میدان کنند و از بازی انصراف می‌دادند. امتیازات جدول لیگ اغلب بر اساس میانگین گل یا تعداد حضور در بازی‌ها محاسبه می‌شد، نه بر اساس نتایج مسابقه.
در ۳۱ مه ۱۹۴۱، همچنان که بلیتس در حال وقوع بود، فینال جام جنگ لیگ فوتبال در ومبلی برگزار شد. پرستون نورث اند و آرسنال در مقابل ۶۰٬۰۰۰ تماشاگر به تساوی ۱–۱ رسیدند و در بازی مجدد به میزبانی بلکبرن، پرستون با پیروزی ۲–۱ قهرمان شد. بابی بیتی هر دو گل پرستون را به ثمر رساند.
در سال ۱۹۴۲، ولوز با غلبه بر ساندرلند با نتیجه ۴–۱، جام جنگ لیگ فوتبال را بالای سر برد. این تیم بازیکنی به نام اریک رابینسون داشت که چندی بعد در یک تمرین نظامی کشته شد.
در فصل ۴۱–۱۹۴۰، پرستون نورث اند برای کسب عنوان قهرمانی لیگ منطقه‌ای شمال، نیاز داشت که آخرین بازی خود مقابل لیورپول را ببرد و مهاجم نوزده ساله‌شان، اندرو مک‌لارن هر شش گل بازی را در پیروزی ۶–۱ به ثمر رساند.
در فینال جام جنگ جنوب در سال ۱۹۴۵ که با میزبانی ومبلی برگزار شد، چلسی در مقابل چشمان ۹۰٬۰۰۰ تماشاگر به مصاف میلوال رفت. این میزان تماشاگر، بیشترین آنها برای یک مسابقه باشگاهی در دوران جنگ بود. جرج ششم و الیزابت دوم از تماشاگران این بازی بودند.

## مناقشات

### برگزاری فوتبال در طول جنگ جهانی
تجمعات بزرگ هواداران در طول جنگ بزرگی که در حال وقوع بود، به ویژه با توجه به حملات هوایی بر فراز شهرهای بزرگ، بسیار بحث‌برانگیز بود. در طول فصل اول از لیگ فوتبال دوران جنگ، جزیره بریتانیا هیچ بمبارانی از سوی آلمان تجربه نکرده بود. در حالی که حضور عمومی کاهش یافته بود، ترس از امنیت بریتانیا متوسط بود. با وجود پایان جنگ تصنعی و آغاز حملات به فرانسه و بریتانیا، بازی‌ها همچنان برگزار می‌شد و حتی در طول بلیتس، حضور تماشاگران افزایش پیدا کرد و مسابقات بیشتری برنامه‌ریزی شد. دولت بر تصمیم خود پافشاری داشت و ادعا کرد که این بازی‌ها تفریحی برای کارگران جنگی و سبب تجدید قواست.
با وجود همه بحث‌ها، بسیاری از کارگران جنگی و بازیکنان موقتی که در این بازی‌ها شرکت داشتند، از لیگ دوران جنگ حمایت می‌کردند و مدعی بودند که این لیگ به آنها اجازه می‌دهد تا از فکر جنگ رهایی یابند.

### آمار بازیکنان
در طول لیگ دوران جنگ، رکوردهای گلزنی و تعداد بازی‌های بازیکنان ثبت نشد، بنابراین بازیکنانی که پس از جنگ جهانی دوم فعالیت داشتند، فرصت داشتند از این دو نظر، آمار بهتری ثبت کنند.
بسیاری از منتقدان، لیگ دوران جنگ را به عنوان معیاری برای تعداد گل‌ها و بازی‌های دوران حرفه‌ای بازیکنان به رسمیت نمی‌شناسند، چراکه در زمان ایجاد این لیگ، مقرر شده بود که این مسابقات باید به عنوان دوستانه در نظر گرفته شوند و رکوردها در مسابقات دوستانه برای هیچ تیم یا بازیکنی لحاظ نمی‌شوند. تعداد بسیار زیاد بازیکنان موقت و بازیکنانی که تنها یک بازی انجام دادند و از سوی دیگر، انصراف تیم‌ها از مسابقات به دلیل کمبود بازیکن سبب شد تا تفاضل گل و تعداد حضور تیم‌ها در بازی‌ها برای رتبه‌بندی در جدول لیگ‌های دوران جنگ در نظر گرفته شود. همین موضوع باعث شد بسیاری، رکوردهای بازیکنان در این دوران را نادرست و ناعادلانه یا حتی استناد به این آمار را غیرضروری بدانند. آنچه که اکثرا از سوی هواداران مطرح می‌شود این است که اگر بازیکنی در طول دوران جنگ رکوردشکنی کرده است، باید آمار گلزنی یا تعداد بازی‌هایش در باشگاه ثبت شود، حتی اگر برای مدتی کوتاه عضو تیم بوده است. 
از بحثهای قابل توجه که در این زمینه مطرح است، اختلاف میان آمار گلزنی جکی میلبورن و آلن شیرر در نیوکاسل است. با احتساب بازی‌های جکی در دوران جنگ، او در مجموع ۲۳۸ گل حرفه‌ای برای نیوکاسل به ثمر رساند. در ماه مه ۲۰۰۵، آلن شیرر دوران حرفه‌ای خود را با ۲۰۶ گل به پایان رساند. از آن زمان، او به عنوان برترین گلزن تاریخ نیوکاسل شناخته می‌شود. با نادیده گرفتن لیگ دوران جنگ، آمار گل‌های جکی در نیوکاسل به ۲۰۰ کاهش یافت. هواداران این باشگاه معتقدند که شیرر باید پس از میلبورن در رتبه دوم قرار گیرد. وب‌سایت رسمی نیوکاسل، ۳۸ گل دوران جنگ میلبورن را تأیید و به مجموع گلزنی او اضافه کرد، اما خانواده این بازیکن علناً از آمار شیرر حمایت کرده‌اند و در مورد دستاورد او مطالبه‌ای ندارند.

## یادداشت
1. ↑  G. Wagstaffe Simmons
2. ↑  Matthew Taylor
3. ↑  Eric Robinson